# Compliance Screening
Compliance Screening bedeutet den Abgleich von bestimmten Daten mit Sanktionslisten. Das Compliance Screening ist ein Instrument der Terrorismusbekämpfung und dient der Verhinderung von Geldtransfers sowie der Waffenexportkontrolle. Derartige Bestimmungen sind beispielsweise in den sog. EU-Antiterrorismus-Verordnungen zur Anpassung an die Resolution 1390(2002) des Sicherheitsrats der Vereinten Nationen vom 16. Januar 2002 festgelegt.

## EU-Antiterrorismus-Verordnungen
In der EU ergeben sich grundlegende Bestimmungen aus der EG-Verordnung VO (EG) Nr. 881/2002, die sich gezielt gegen Osama bin Laden, das al-Qaida-Netzwerk und die Taliban richtet sowie andere Einzelpersonen, Gruppen, Unternehmen und Organisationen, die mit ihnen in Verbindung stehen. Danach ist insbesondere die Lieferung, der Verkauf und die Weitergabe von technischer Beratung, Hilfe oder Ausbildung im Zusammenhang mit militärischen Tätigkeiten und der Herstellung, Instandhaltung und Verwendung von Waffen und anderem damit verbundenem Material jeder Art an die genannten Personen, Gruppen und Organisationen verboten.
Diese Verordnung wurde in den Jahren 2002–2004 ergänzt um die Verordnungen (EG) Nr. 951/2002, 1580/2002, 1644/2002, 1754/2002, 1823/2002, 1893/2002, 1935/2002, 2083/2002, 145/2003, 215/2003, 244/2003, 342/2003, 350/2003, 370/2003, 414/2003, 866/2003, 1012/2003, 1184/2003, 56/2003, 1607/2003, 1724/2003, 1991/2003, 2157/2003, 19/2004, 100/2004, 180/2004, 391/2004, 524/2004 und 667/2004. In diesen Ergänzungen kamen Personen, Gruppen oder Organisationen hinzu, die dem gezielten Boykott unterliegen.
Eine weitere Verordnung, die VO (EG) Nr. 2580/2001, richtet sich gegen sonstige terrorverdächtige Personen, Gruppen und Organisationen, z. B. die Hamas und den Islamischen Djihad.

## Praktische Bedeutung
Mit der Aufnahme einer Person in die Sanktionsliste ist dieser jede weitere Teilnahme am Rechtsverkehr zu versagen. Die Person kann weder an Verpflichtungsgeschäften, die das „Bewegen“ von Vermögen zum Gegenstand haben, mehr teilnehmen noch einen Vollzug auf dinglicher oder nur realer Ebene (Übereignung/Besitzübertragung) bewirken, sei es durch Veräußerung (Hergabe) oder Erwerb (Hinnahme).
Die Verordnungen gelten in allen Mitgliedstaaten der Europäischen Union unmittelbar und sind, ohne dass nationale Umsetzungsmaßnahmen erforderlich wären, von allen am Wirtschafts- und Rechtsverkehr Beteiligten zu beachten. Das sind neben Behörden und Gerichten auch private und juristische Personen wie Notare, Banken, Versicherungen und Unternehmen. Zivilrechtlich müssen die Gerichte das mit den Sanktionen verbundene relative Veräußerungs- und Verfügungsverbot aus Art. 2 Abs. 3 der VO (EG) Nr. 881/2002 von Amts wegen beachten. Das Grundbuchamt darf deshalb eine gelistete Person zum Beispiel nicht als Eigentümer eines Grundstücks im Grundbuch eintragen.
Das Verkaufsverbot nach der VO (EG) Nr. 881/2002 hat gleichwohl Eingang gefunden in § 74 Abs. 2 Nr. 3 AWV.
Nach den veröffentlichten Zahlen von 2004 wurden in Deutschland 15 Konten mit knapp 4000 Euro aufgrund VO (EG) Nr. 881/2002 und 1 Konto mit einem Wert von 3,81 Euro aufgrund von VO (EG) Nr. 2580/2001 eingefroren.

## Verfahren
Die Grundbuchämter haben in der Fachanwendung solumSTAR über die Funktion „Finanzaktion-Sanktionsliste“ Zugriff auf die EU-Sanktionsliste. In Anlassfällen, wie z. B. Auslandsbezug, erfolgt ein Datenabgleich.
Die Prüfung kann bei Unternehmen theoretisch in Einzelfällen manuell erfolgen. Allerdings sind an einer normalen Geschäftstransaktion in der Regel bereits so viele Parteien (Finanzierung, Transport, Zulieferer, eigene Mitarbeiter usw.) beteiligt, dass eine manuelle Prüfung fast aussichtslos ist. Daher wurden verschiedene Computerprogramme entwickelt, die entweder durch direkte Eingaben oder eingebunden in bestehende Warenwirtschaftssysteme eine Prüfung von Adressen zulassen.
Wurde ein Treffer in einer der Compliance Screening-Listen gefunden, so ist angeraten sich mit dem Bundesamt für Wirtschaft und Ausfuhrkontrolle (BAFA) in Verbindung zu setzen.

## Compliance Screening Listen
Im Internet stehen verschiedene Compliance Screening Listen frei zur Verfügung:
- EU: Common Foreign & Security Policy (CFSP)[9]
- USA:
  - Specially Designated Nationals and Blocked Persons (SDN)[10]
  - Denied Persons List (DPL)[11]
  - Unverified List[11]
  - Entity List[11]
- UK:
  - Consolidated list of financial sanctions targets[12]
  - Investment Ban list[12]